# Ctimene flavannulata
Ctimene flavannulata là một loài bướm đêm trong họ Geometridae.